# كأس ألبانيا 1992–93
كأس ألبانيا 1992–93 (بالألبانية: Kupa e Republikës 1992-93‏) هو الموسم 41 من كأس ألبانيا. أقيم خلال الفترة أغسطس 1992 وحتى 19 مايو 1993، وأشرف على تنظيمه اتحاد ألبانيا لكرة القدم، وفاز فيه بارتيزاني تيرانا.